# Байкал (журнал)
Байкал — літературно-художній журнал, що видається в Улан-Уде, Республіка Бурятія. У радянський період — один з органів друку Спілки письменників РРФСР.
Журнал заснований в 1947 році, після того, як Союз письменників Бурят-Монгольської АРСР звернувся до керівництва Спілки письменників СРСР з проханням про відкриття в республіці літературного альманаху. Незабаром вийшла спільна Постанова ЦК ВКП (б) і Уряду СРСР про створення літературно-мистецького альманаху «Байкал». Перший номер вийшов у жовтні 1947 року бурятскою мовою.
У 1961 році журнал був перейменований в «Байгал». Головним редактором на багато років став письменник Африкан Бальбуров.
На сторінках «Байкалу» вперше були опубліковані багато творів бурятських письменників і поетів. Також тут друкувалися твори письменників з інших сибірських регіонів.
У 1964—1965 роках в восьми номерах журналу «Байкал» був опублікований роман «Чорні лебеді» Івана Лазутіна, не допущений до публікації в центральних виданнях з політичних мотивів (оповідає про сталінські репресії).

У 1968 році «Байкал» прославився тим, що вперше опублікував роман «Равлик на схилі» братів Стругацьких, книги яких в 1960-х роках нелегко проходили цензуру. Цей крок редакції журналу викликав критику з боку центральних газет.

Також в 1968 році в журналі «Байкал» з'явилися розділи з книги Аркадія Белінкова про Юрія Олешу з передмовою Корнія Чуковського. Дана публікація була «піддана ідеологічній прочуханці» в «Літературній газеті», що призвело до переформовування редколегії журналу.

## Відомі співробітники
- Цирен Галанов (1932—2009) — письменник, поет, заступник головного редактора журналу.
- Чиміт-Регзен Намжилов (1926—1990) — народний поет Бурятії, заслужений працівник культури Бурятії, заслужений працівник культури Росії [9].
- Володимир Петон (1932—1993) — народний поет Бурятії, заслужений працівник культури Бурятії [10].
- Сергій Цирендоржиєв (1937—2011) — письменник, заслужений працівник культури Бурятії, головний редактор журналу (1975—2000) [11].
- Анатолій Щитов (1934—1998) — поет, письменник, перекладач, заступник головного редактора і відповідальний секретар журналу.